# Horse Opera
Horse Opera ist ein US-amerikanischer Experimentalfilm unter der Regie von Moyra Davey aus dem Jahr 2022. Der Film feierte am 20. Februar 2023 auf der Berlinale seine europäische Premiere in der Sektion Forum feiern.

## Handlung
Der Film zeigt das New Yorker Nachtleben und die Community. Der Staccato-Rhythmus einer Tanzparty wird übernommen. Davey zeigt, wie unsere Körper von der Zeit geprägt sind. Die Verbundenheit der Community wird durch Zitate und Hommagen deutlich, die auf ein kollektives Gedächtnis verweisen und zugleich die Nähe von Künstlern und Denkern zum Ausdruck bringen und verstärken.
Zum anderen stehen dieser nächtlichen Welt Fotografien aus dem Haus der Künstlerin gegenüber, die vor allem Tiere zeigen, vom Vogelhäuschen in Nahaufnahme bis zu urinierenden Pferden bei Sonnenaufgang. Dies steht im Kontext eines größeren Vorhabens von Davey, in dem es ihr darum geht, Peter Hujars Tieraufnahmen eine Plattform zu verschaffen.
Moyra Daveys Stimme bildet den akustischen roten Faden des Films, dazu kommt Party-Soundtrack, zum Beispiel von Lauryn Hill und Prince. Der innere Monolog enthält auch eine Leseliste mit Autorinnen und Autoren wie Hilton Als, Anne Boyer und Elizabeth Hardwick.

## Produktion

### Dreharbeiten
Die Premiere fand im Rahmen von Phenomenon statt. Dies ist ein Projekt zur zeitgenössischen Kunst, das auf der griechischen Insel Anafi seit 2015 von der Phenomenon-Gesellschaft und der Kerenidis-Pepe-Sammlung veranstaltet wird. Es umfasst ein Programm für eine oder einen Artist in Residence. Er oder sie veranstaltet Performances, Lesungen, Videovorführungen und eine Ausstellung, die sich über die ganze Insel erstreckt. Auf die Filmpremiere folgte ein Gespräch zwischen Moyra Davey und Maggie Nelson. Die Arbeit wurde dann zusammen mit zwei Triptychen aus verschickten Fotografien als Teil der Ausstellung in der New School of Anafi installiert.

### Veröffentlichung
Der Film hatte seine Uraufführung am 9. September 2022 beim Toronto International Filmfestival in der Sektion „Wavelenghts“.
Im Oktober 2022 wurde der Film in einer New York City Premiere im MoMa gezeigt. am 20. Februar 2023 folgte auf der Berlinale seine europäische Premiere in der Sektion Forum.

## Auszeichnungen und Nominierungen
- 2023: Internationale Filmfestspiele Berlin
  - Nominierung für den Caligari Filmpreis